# Den of Geek
Den of Geek — медиа компания, издающая веб-сайт, журнал, и видео, основной темой которых является индустрия развлечений, в частности фильмы, телевидение, видеоигры и книги.

## История
Компания Den of Geek была основана в 2007 году Саймоном Брю в Лондоне. В 2012 году компания DoG Tech LLC дала лицензию Den of Geek, после чего веб-сайт вышел на американский и канадский рынок и открыл офис в Нью-Йорке. В 2017 году, ввиду быстрого роста DoG Tech в США и за рубежом, компания Dennis Publishing заключила с DoG Tech LLC соглашение о совместном предприятии. В 2015, Den of Geek запустили журнал, издаваемый в печатном виде. Журнал Den of Geek Magazine выходит два раза в год: издание в июле приурочено к Комик-Кону в Сан-Диего, издание в октябре приурочено к Комик-Кону в Нью-Йорке. В 2017 была издана первая книга Den of Geek под названием Movie Geek: The Den of Geek Guide to the Movieverse(«Киногик: Руководство Den of Geek по киновселенной»). Затем последовала книга 2019 года TV Geek: The Den of Geek Guide for the Netflix Generation(«ТВ-гик: Руководство Den of Geek по поколению Netflix»).

## Содержимое
Den of Geek издаёт развлекательные новости, рецензии,  интервью и статьи-очерки. Число читателей достигает 10 миллионов в месяц. Сайт стремится передать нынешнюю поп-культуру и развлекательные новости глазами фанатов. В США главным редактором Den of Geek является  Майкл Чеччини, в Великобритании редактор веб-сайта — Рози Флетчер. Den of Geek также издаёт ежедневные видео — от интервью со звёздами и экслюзивных анонсов до анализов трейлеров фильмов и критических разборов. Видео сайта Den of Geek доступно через Dailymotion, YouTube и социальные медиа.

## Журнал
Первое издание журнала Den of Geek вышло в октябре 2015 на Комик-Коне в Нью-Йорке. Редактор печатного издания — Крис Лонго. В июле 2018 года Den of Geek во время Комик-Кона в Сан Диего эксклюзивно издал постер фильма «Аквамен» на обложке журнала.